# Mihai Roman II
Mihai Alexandru Roman (n. 31 mai 1992, Craiova, România) este un fotbalist român, care joacă pe post de atacant la Argeș în Liga a II-a. Pe plan internațional, are prezențe la națională pentru România Sub-19 și România Sub-21.